# Robert Lighthizer
Robert Emmet « Bob » Lighthizer, né le 11 octobre 1947 à Ashtabula (Ohio), est un homme politique américain. Membre du Parti républicain, il est représentant au Commerce des États-Unis de 2017 à 2021 dans l'administration du président Donald Trump.

## Biographie
De 1973 à 1978, avant de rejoindre le monde politique, Robert Lighthizer travaille pour le cabinet d'avocats Covington & Burling, à Washington (district de Columbia).
De 1978 à 1981, il conseille la minorité républicaine à la Commission des finances du Sénat.
En 1981, après l'élection de Ronald Reagan, il devient le directeur de cette Commission.
En 1983, il est nommé représentant adjoint au commerce.
Il est ensuite devenu partenaire du cabinet Skadden, Arps, Slate, Meagher & Flom.
Il a défendu les intérêts de la sidérurgie américaine. Le New York Times indique[Quand ?] que les patrons de la Rust Belt (« ceinture de la rouille ») « entretiennent des liens très étroits avec plusieurs hauts fonctionnaires de l'administration Trump », parmi lesquels le représentant au commerce Robert Lighthizer. Ces relations pourraient avoir contribué à pousser le gouvernement américain à fortement élever les droits de douane sur les importations chinoises.
Il a, selon une enquête publiée par plusieurs journaux, participé à une campagne lancée par la multinationale Bayer et des lobbys de l’agrobusiness contre le gouvernement mexicain pour contraindre celui-ci a annuler un décret interdisant le glyphosate.

## Opinions politiques

### Tarifs douaniers
Lighthizer a déclaré que l'utilisation des tarifs douaniers pour promouvoir l'industrie américaine était un principe républicain remontant aux politiciens pro-entreprises qui ont établi le parti. Il a appelé à un "nouveau American System" de politique commerciale qui utilise les tarifs douaniers pour compenser le déficit commercial des États-Unis et restaurer le secteur manufacturier américain. Dans une tribune de 2008, il a également défendu le protectionnisme.

### Commerce avec la Chine

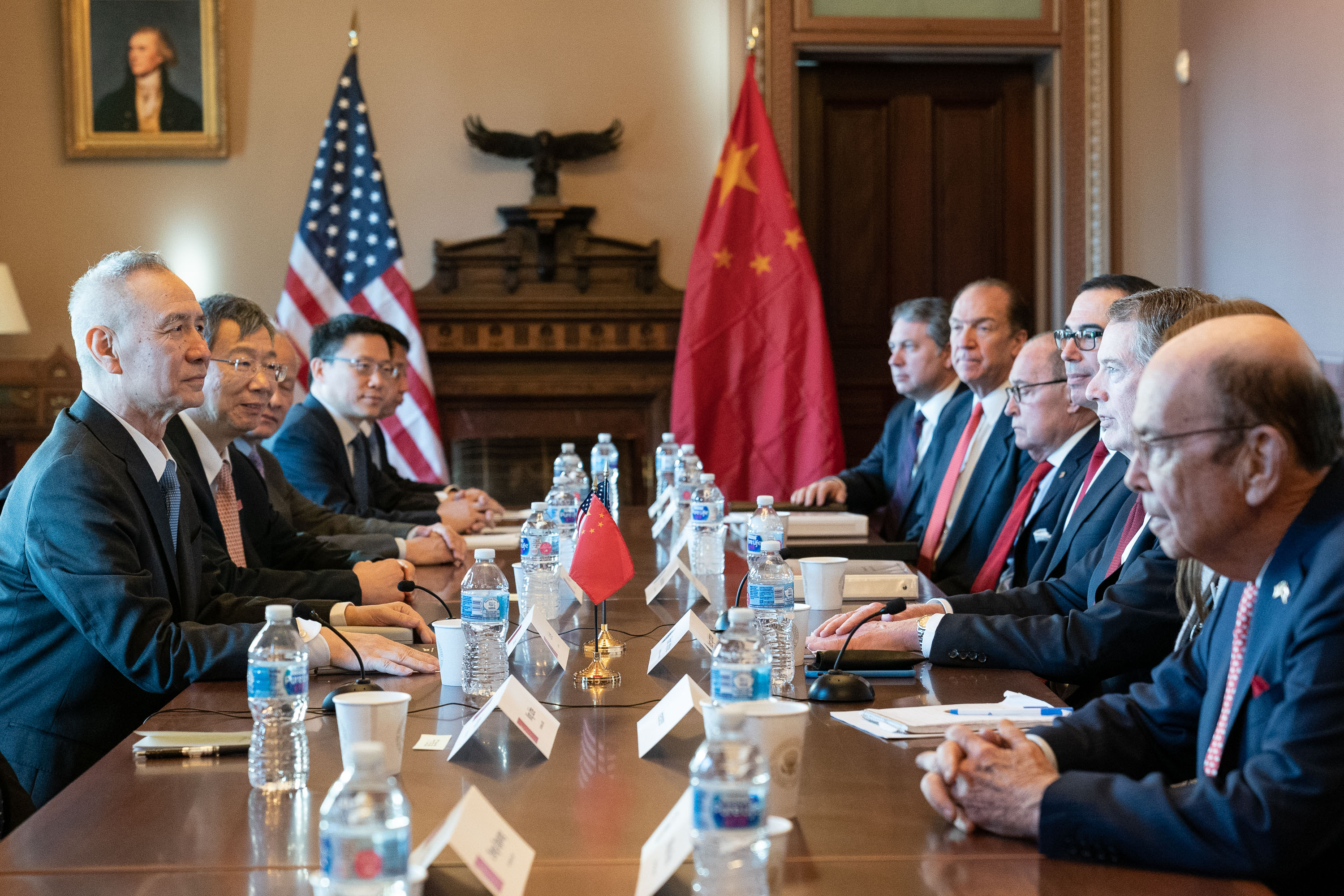
Lighthizer avec le Vice-Premier ministre chinois Liu He en janvier 2019

Politico décrit Lighthizer comme "un sceptique de longue date à l'égard de Pékin". Lighthizer a accusé la Chine de pratiques commerciales déloyales, et il estime que la Chine doit apporter des changements substantiels et structurels à ses politiques commerciales, par opposition aux changements mineurs qu'elle a proposés par le passé. Il a écrit : "L'icône du conservatisme moderne, Ronald Reagan, a imposé des quotas sur l'acier importé, protégé Harley-Davidson de la concurrence japonaise, limité l'importation de semi-conducteurs et d'automobiles, et pris une myriade de mesures similaires pour maintenir la force de l'industrie américaine. Comment le fait de permettre à la Chine de manipuler constamment le commerce en sa faveur fait-il progresser l'objectif conservateur fondamental de rendre les marchés plus efficaces ? Les marchés ne fonctionnent pas mieux lorsque la fabrication se déplace vers la Chine en grande partie à cause des actions de son gouvernement."
Dans une tribune publiée en 1997 dans le The New York Times, Lighthizer s'est opposé à l'admission de la Chine à l'Organisation mondiale du commerce. Il a suggéré que les États-Unis devraient intenter davantage de procédures contre la Chine pour non-respect des règlements de l'Organisation mondiale du commerce. Dans un témoignage devant la Commission d'examen économique et de sécurité États-Unis-Chine en 2010, Lighthizer a déclaré que "l'USTR (Représentant au commerce des États-Unis) devrait engager des litiges dans le cadre de l'OMC concernant tous ces exemples de non-conformité. Si nécessaire, le Congrès devrait donner à l'USTR des ressources supplémentaires pour accroître sa capacité." Lighthizer a appelé à réformer l'OMC lors d'un témoignage devant le Congrès le 17 juin 2020.

## Source
- (en) Cet article est partiellement ou en totalité issu de l’article de Wikipédia en anglais intitulé « Robert Lighthizer » (voir la liste des auteurs).